# كارلوس ميغيل كوريا فونسيكا
كارلوس ميغيل كوريا فونسيكا (5 يناير 1985 في البرتغال - ) هو لاعب كرة قدم برتغالي في مركز حراسة المرمى. لعب مع موريرينسي ونادي فيتوريا سيتوبال ونادي ليتشويس وPadroense F.C. ‏ وSport Clube Salgueiros ‏.

## وصلات خارجية
- كارلوس ميغيل كوريا فونسيكا على موقع قاعدة بيانات كرة القدم.إي يو (الإنجليزية)
- كارلوس ميغيل كوريا فونسيكا على موقع Soccerway.com (الإنجليزية)